# 16. Międzynarodowy Festiwal Filmowy w Cannes

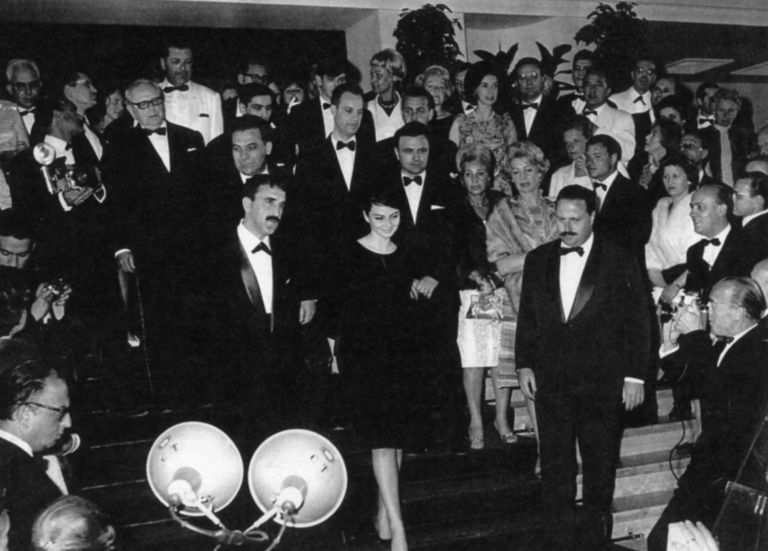
Nikoła Korabow i Newena Kokanowa podczas 16. MFF w Cannes

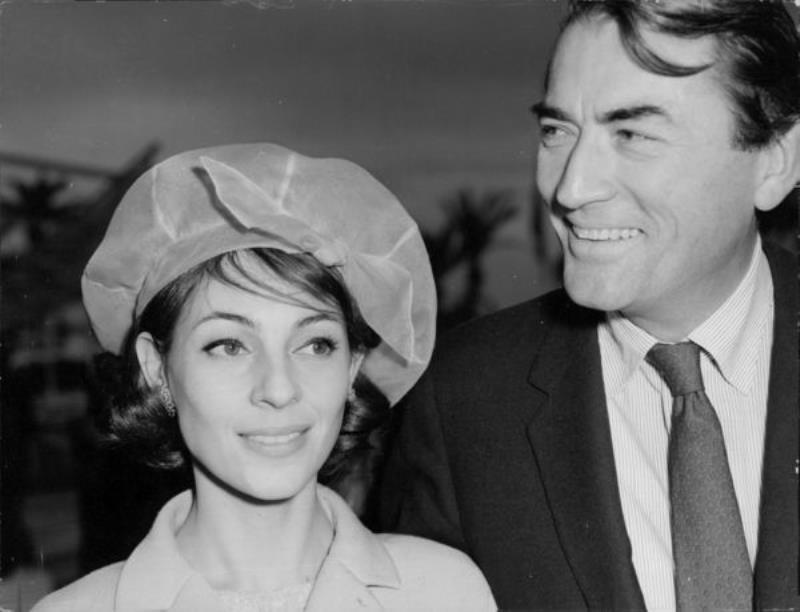
Veronique i Gregory Peck podczas 16. MFF w Cannes

16. Międzynarodowy Festiwal Filmowy w Cannes – odbył się w dniach 9−23 maja 1963. Imprezę otworzył pokaz amerykańskiego filmu Ptaki w reżyserii Alfreda Hitchcocka.
Jury pod przewodnictwem francuskiego dramaturga Armanda Salacrou przyznało nagrodę główną festiwalu, Złotą Palmę, włoskiemu filmowi Lampart w reżyserii Luchino Viscontiego.

## Jury Konkursu Głównego
- Armand Salacrou, francuski dramaturg − przewodniczący jury[3]
- Rouben Mamoulian, amerykański reżyser - wiceprzewodniczący jury
- Jacqueline Audry, francuska reżyserka
- Wilfrid Baumgartner, prezes Alliance française
- François Chavane, francuski producent filmowy
- Jean de Baroncelli, francuski krytyk filmowy
- Robert Hossein, francuski reżyser
- Rostisław Jurieniew, rosyjski krytyk filmowy
- Kashiko Kawakita, współzałożycielka Japońskiej Filmoteki
- Steven Pallos, brytyjski producent filmowy
- Gian Luigi Rondi, włoski krytyk filmowy